# 2010년 대한민국 개인정보 대량유출 사건
2010년 대한민국 개인정보 대량유출사건은 대한민국의 주요 사이트가 해킹을 당해 2,000만 건이 넘는 개인정보가 유출된 사건을 말한다. 이 사건은 수 년 전부터 계속 진행되었던 범죄이나, 2010년 3월에 일당이 검거됨으로 인해 큰 이슈로 번졌다.

## 개요
개인정보를 팔아넘기려던 3명의 해커그룹이 2010년 3월 경찰에 검거되었으며, 이들의 진술에 따르면 중국의 해커 등으로부터 개인정보를 사들이는 등으로 자료를 획득했다고 밝혔다.

## 피해와 후속조치
이로 인해 대한민국 국민 5명 중 2명꼴로 개인정보가 유출되었다. 이 사건으로 인해 그동안 대한민국에서 지속적으로 개인정보 유출문제가 제기되어 왔지만 후속조치가 미흡했다는 비판도 같이 나오고 있다.
피해를 입은 기업 중 신세계몰은 사과문을 게재하기도 하였다. 또한, 대한민국 정부는 이번 해킹의 타겟이 된 25개 업체들에 대해 특별단속을 실시하겠다고 하였다.
 신세계몰은 개인정보 관리 수위가 너무 높았다

## 관련법률
대한민국의 정보통신 관련 법률인 대한민국 정보통신망 이용촉진 및 정보보호 등에 관한 법률 시행령 제15조 4항에는 다음과 같이 명시하고 있다.

법 제28조제1항제4호에 따라 정보통신서비스 제공자등은 개인정보가 안전하게 저장ㆍ전송될 수 있도록 다음 각 호의 보안조치를 하여야 한다. 

1. 비밀번호 및 바이오정보(지문, 홍채, 음성, 필적 등 개인을 식별할 수 있는 신체적 또는 행동적 특징에 관한 정보를 말한다)의 일방향 암호화 저장
2. 주민등록번호 및 계좌정보 등 금융정보의 암호화 저장
3. 정보통신망을 통하여 이용자의 개인정보 및 인증정보를 송신ㆍ수신하는 경우 보안서버 구축 등의 조치
4. 그 밖에 암호화 기술을 이용한 보안조치

— 대한민국 정보통신망 이용촉진 및 정보보호 등에 관한 법률 시행령

## 같이 보기
- 해킹
- 한국인터넷진흥원
- 신세계몰
- 옥션 개인정보 유출 사건